# Askersund-Skyllberg-Lerbäcks Järnväg
| Übergabe der Lokomotive KÅRBERG im Jahr 1881 |                             |                                            |                                            |
| Streckenlänge: | 14 km                       |                                            |                                            |
| Spurweite: | 891 mm (schwed. 3-Fuß-Spur) |                                            |                                            |
| Maximale Neigung: | 25 ‰                        |                                            |                                            |
| Minimaler Radius: | 150 m                       |                                            |                                            |
| Streckengeschwindigkeit: | 20 km/h                     |                                            |                                            |
| |                             |                                            |                                            |
| \| \| 0,0 \| Askersund \| 90,6 m ö.h. \| \| \| 3,1 \| Sjöstorp \| 118 m ö.h. \| \| \| \| höchster Punkt \| 145 m ö.h. \| \| \| 7,9 \| Ingelsby \| 116,5 m ö.h. \| \| \| 10,8 \| Skyllbergs Bruk \| 96 m ö.h. \| \| \| \| (1893) \| \| \| \| ~ 3 \| Kårbergs bruk \| Kårbergs bruk \| \| \| ~ 14 \| Hjärtasjön (1928/34) \| Hjärtasjön (1928/34) \| \| \| \| Hultabo \| \| \| \| \| Klockarefallet \| \| \| \| \| Nyckelhult \| \| \| \| ~ 4 \| Ljungås torvmosse (1904) \| Ljungås torvmosse (1904) \| \| \| ~ 3 \| Rönneshytta såg \| Rönneshytta såg \| \| \| \| (1915) \| \| \| \| \| Godsstråket genom Bergslagen von Hallsberg \| \| \| \| 14,0 \| Lerbäck \| 128,26 m ö.h. \| \| \| \| Godsstråket genom Bergslagen nach Mjölby \| \| \| \| \| \| \| \| Quellen: [1][2] \| \| \| \| |                             |                                            |                                            |
| Kopfbahnhof Streckenanfang (Strecke außer Betrieb) | 0,0                         | Askersund                                  | 90,6 m ö.h.                                |
| Haltepunkt / Haltestelle (Strecke außer Betrieb) | 3,1                         | Sjöstorp                                   | 118 m ö.h.                                 |
| Strecke (außer Betrieb) |                             | höchster Punkt                             | 145 m ö.h.                                 |
| Bahnhof (Strecke außer Betrieb) | 7,9                         | Ingelsby                                   | 116,5 m ö.h.                               |
| Bahnhof (Strecke außer Betrieb) | 10,8                        | Skyllbergs Bruk                            | 96 m ö.h.                                  |
| Abzweig geradeaus und nach links (Strecke außer Betrieb) · Strecke von rechts (außer Betrieb) |                             | (1893)                                     | (1893)                                     |
| Strecke (außer Betrieb) · Betriebsstelle Streckenende (Strecke außer Betrieb) | ~ 3                         | Kårbergs bruk                              | Kårbergs bruk                              |
| Betriebsstelle Streckenanfang (Strecke außer Betrieb) · Strecke (außer Betrieb) | ~ 14                        | Hjärtasjön (1928/34)                       | Hjärtasjön (1928/34)                       |
| Haltepunkt / Haltestelle (Strecke außer Betrieb) · Strecke (außer Betrieb) |                             | Hultabo                                    | Hultabo                                    |
| Blockstelle (Strecke außer Betrieb) · Strecke (außer Betrieb) |                             | Klockarefallet                             | Klockarefallet                             |
| Blockstelle (Strecke außer Betrieb) · Strecke (außer Betrieb) |                             | Nyckelhult                                 | Nyckelhult                                 |
| Blockstelle (Strecke außer Betrieb) · Strecke (außer Betrieb) | ~ 4                         | Ljungås torvmosse (1904)                   | Ljungås torvmosse (1904)                   |
| Strecke nach links (außer Betrieb) · Abzweig geradeaus und von rechts (Strecke außer Betrieb) · Betriebsstelle Streckenanfang (Strecke außer Betrieb) | ~ 3                         | Rönneshytta såg                            | Rönneshytta såg                            |
| Abzweig geradeaus und von links (Strecke außer Betrieb) · Strecke nach rechts (außer Betrieb) |                             | (1915)                                     | (1915)                                     |
| Abzweig ehemals geradeaus und von links |                             | Godsstråket genom Bergslagen von Hallsberg | Godsstråket genom Bergslagen von Hallsberg |
| ehemaliger Bahnhof | 14,0                        | Lerbäck                                    | 128,26 m ö.h.                              |
| Strecke |                             | Godsstråket genom Bergslagen nach Mjölby   | Godsstråket genom Bergslagen nach Mjölby   |
| |                             |                                            |                                            |
| Quellen: |                             |                                            |                                            |

Die Askersund–Skyllberg–Lerbäck Järnväg war eine 14 km lange Schmalspurbahn in der schwedischen Provinz Örebro län mit einer Spurweite von 891 mm (schwedische 3-Fuß-Spur). Sie verkehrte ab 1884 und wurde 1955 stillgelegt.
Auf dem Streckenabschnitt Askersund–Skyllberg–Lerbäck fand Güter- und Personenverkehr statt, dazu bestanden mehrere Streckenteile, auf denen nur Güterverkehr abgewickelt wurde.

## Geschichte

### Vorgeschichte und Planung
Die ersten Pläne für eine Bahnlinie kamen bereits 1855 auf, wurden jedoch aus verschiedenen Gründen nicht umgesetzt. Die Konzession für die Normalspurstrecke der Hallsberg-Motala-Mjölby Järnväg (HMMJ) wurde 1871 erteilt. Daraufhin wurden Pläne für eine Zweigstrecke von einem geeigneten Punkt aus über Askersund nach Karlsborg erstellt, jedoch wiederum nicht genehmigt. 1873 wurde die HMMJ eröffnet.
Das Eisenwerk Skyllbergs Bruk war nur vier Kilometer von der neuen Bahn entfernt. Das Unternehmen verstand schnell die Vorteile, die es durch eine Bahnverbindung mit der neuen Strecke gewinnen könnte. Die Unternehmensleitung entschied sich Mitte der 1870er Jahre, eine 4 km lange Schmalspurbahn mit 891 mm Spurweite von Skyllberg aus zu einem geeigneten Ort entlang HMMJ zu bauen, und so entstand der neue Bahnhof Lerbäck. Die Bahn wurde im Dezember 1873 in Betrieb genommen. Zur Traktion wurden Zugochsen eingesetzt. Die Steigung war so, dass die Ochsen die Wagen von Skyllberg bergauf nach Lerbäck zogen. Auf dem Rückweg wurden die Ochsen auf die Wagen geladen und fuhren bergab darauf zurück in das Werk.

### Erste DampflokKÅRBERG

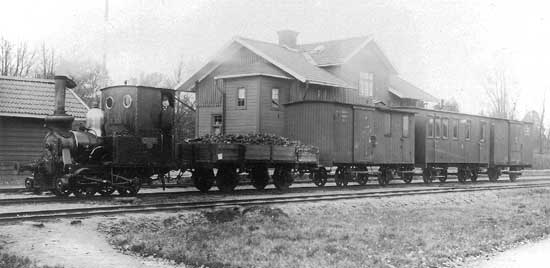
Bahnhofsgebäude in Askersund mit der Lok Nr. 1 'KÅRBERG'

1881 wurden die Ochsen durch eine Dampflokomotive ersetzt. Die zweiachsige Schmalspurbahn-Lokomotive hatte den Namen KÅRBERG. Sie wog unbeladen nur 4.463 kg und hatte, einsatzbereit mit Wasser befüllt und mit Kohle beladen, ein Dienstgewicht von 5.568 kg. Sie wurde bei Nydqvist & Holm (NOHAB) in Trollhättan im Winter 1881 bestellt. Die KÅRBERG war die kleinste Dampflokomotive, die je auf einer 891 mm-Strecke in Schweden eingesetzt wurde.

## Askersund–Skyllbergs Järnvägsaktiebolag
1885 wurde die Strecke um 3 km bis zur Nagelfabrik Kårberg verlängert. Im September 1882 trafen die Besitzer von Skyllbergs Bruk den Bürgermeister von Askersund, um zu versuchen, ein Unternehmen zu gründen, das eine Eisenbahn zwischen Askersund und Skyllberg bauen sollte. Die Baukosten für die 11,22 km lange Strecke zwischen Askersund und Skyllberg wurden bei einer Spurweite von 891 mm ohne Fahrzeuge auf 186.000 Kronen veranschlagt. Es wurde eine Einladung zum Aktienkauf ausgegeben. Im Dezember 1882 wurde in Askersund ein Treffen mit den Aktionären abgehalten und beschlossen, die Askersund–Skyllbergs Järnvägsaktiebolag zu gründen. Die Satzung der Gesellschaft wurde am 24. März 1883 verabschiedet.

### Bau der Strecke
Der Bau der Strecke begann am 1. Juni 1883. Der Bauunternehmer war zwar ein guter Baumeister, hatte aber wenig Erfahrung mit dem Bau von Eisenbahnen. Dadurch wurden bei der Planung und dem Bau der Strecke viele Fehler gemacht, die die Fertigstellung verzögerten und erhebliche zusätzliche Kosten verursachten. Am 4. Dezember 1884 erhielt Askersund endlich seine lang erwartete Bahnverbindung, als die 14 km lange Strecke der Askersund-Skyllberg-Lerbäcks Järnväg (ASLJ) für allgemeine Fracht und den Passagierverkehr eröffnet wurde. Aufgrund der Verstimmung während der Bauzeit nahmen die Direktoren von Skyllbergs Bruks nicht an der Eröffnungszeremonie teil, vermutlich um ihre Unzufriedenheit über die Ereignisse während der Bauzeit kundzutun.
1885 berichtete die ASLJ, dass die Kosten für die Eisenbahn, einschließlich Fahrzeuge 347.900 Kronen betragen hatten. Für dieses Geld hatte die Gesellschaft die 14 km lange Schmalspurbahn mit einer Spurweite von 891 mm einschließlich Stationen und anderer Gebäude gebaut. Die größte Steigung der Strecke betrug 25 ‰, und der Mindestradius war 150 m. Die Stahlschienen hatten ein Metergewicht von 14,3 kg. Als Höchstgeschwindigkeit wurden 20 km/h festgelegt. Der erste Fahrzeugbestand waren drei Lokomotiven, fünf Personenwagen und 24 Güterwagen. Für die Wartung der Lokomotiven wurde 1884 am nördlichen Ende des Rangierbahnhofs in Skyllberg ein Lokschuppen mit parallelen Abstellgleisen für vier Lokomotiven errichtet. Am südlichen Ende des Rangiergeländes gab es eine Drehscheibe mit 5 m Durchmesser.

### Betrieb

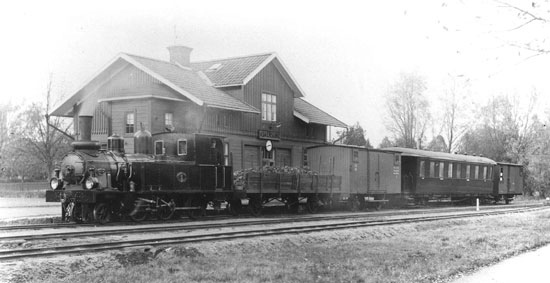
Bahnhofsgebäude in Askersund mit der 1905 erworbenen namenlosen Lok Nr. 5

Wegen des hohen Verkehrsaufkommens wurden zur vorhandenen Nr. 1 KÅRBERG weitere Lokomotiven und Personen- und Güterwagen beschafft:
| Nummer | Name            | Bauart    | Achsfolge | Hersteller                                        | Fabr.-Nr./ Baujahr | Besonderes |
| ------ | --------------- | --------- | --------- | ------------------------------------------------- | ------------------ | --- |
| 1      | KÅRBERG         | Tenderlok | B t       | Nydqvist och Holm, Trollhättan                    | 150 1881           | von Skyllbergs bruk beschafft, von der Gesellschaft übernommen, 1931 mit Einstellung des Personenverkehrs abgestellt, 1954 ausgemustert, von der Betriebsleitung dem Sveriges Järnvägsmuseum mit damaligem Sitz in Stockholm angeboten. Wegen Platzmangel wurde das Angebot nicht angenommen und die Lokomotive daraufhin in Skyllberg verschrottet |
| 2      | SKYLLBERG       | Tenderlok | 1 B t     | Nydqvist och Holm, Trollhättan                    | 221 1885           | 1943 ausgemustert |
| 2"     |                 | Tenderlok | 1 C t     | Nydqvist och Holm, Trollhättan                    | 749 1904           | gebaut für Vikbolands Banan (VB), Nr. 7, 1913 an Hvetlanda–Sävsjö Järnvägsaktiebolag (HvSJ) Nr. 2", 1917 an Vetlanda Järnvägar (VJ) Nr. 2, 1943 übernommen als 2", 1955 ausgemustert |
| 3      | LERBÄCK         | Tenderlok | C t       | Fletcher, Jennings & Co., Lowca Works, Whitehaven | 121 1873           | 1883 von Hjö–Stenstorps Järnväg (HSJ) Nr. 3 übernommen, 1903 ausgemustert |
| 3"     |                 | Tenderlok | C 1 t     | Kristinehamns Mekaniska Verkstad, Kristinehamn    | 13 1875            | Nordmark–Klarälvens Järnväg (NKlJ), Nr. 3 UDDEHOLM, 1932 an Statens Arbetslöshetskommision (SAK), 1939 übernommen, 1943 ausgemustert. |
| 4      | SKYLLBERGS BRUK | Tenderlok | 1 B t     | Motala Verkstad, Motala                           | 197 1898           | 1948 ausgemustert |
| 5      |                 | Tenderlok | 1 C t     | Nydqvist och Holm, Trollhättan                    | 762 1904           | 1955 ausgemustert |

### Streckenverlängerungen
Die Bahngesellschaft durchlitt bereits kurz nach der Inbetriebnahme die ersten wirtschaftlichen Herausforderungen, über die bei der Hauptversammlung im Oktober 1888 berichtet wurde. Dennoch wurde 1907 die Strecke von Lerbäck nach Ljungås um 3 km verlängert. Zwischen 1926 und 1933 wurde das Streckennetz um weitere 10 km bis Hjärtasjön verlängert. 1915 wurde eine 4 km lange Strecke von Lerbäck bis zum Sägewerk Rönneshytta gebaut. Diese Strecken wurden ausschließlich für den Gütertransport genutzt.

### Niedergang und Schließung
Am 1. April 1931 wurde der Fahrgastverkehr zwischen Askersund und Lerbäck eingestellt. Während des Zweiten Weltkrieges und in der Nachkriegszeit wurde er vorübergehend von April 1941 bis Mai 1948 wieder in begrenztem Umfang aufgenommen. Zwischen 1941 und 1945 wurden hauptsächlich Schüler zwischen Hultabo und Lerbäck befördert.
Das Frachtaufkommen verringerte sich allmählich. Am 15. Januar 1955 verkehrte der letzte Güterzug. Die Gleise wurden kurz danach zur Verschrottung abgebaut. Der Abriss war bereits im Herbst 1955 vollendet.